# フランチェスコ・マリア・グリマルディ
フランチェスコ・マリア・グリマルディ（Francesco Maria Grimaldi、1618年4月2日 - 1663年12月28日）はイタリアの数学者、物理学者。イエズス会の司祭でありボローニャ大学の教授である。
1640年から1650年まで、 リッチョーリとともに働いた。落体の自由落下の研究を行い、落下距離が時間の2乗に比例することを見出したほか、1644年から1656年にリッチョーリと子午線弧長の測量を行った。
天文学の分野では、月理学に基づく正確な月面図を作成し、これはリッチョーリによって出版された。
光の回折について正確な観察を行った。特に回折現象を発見し、このことから光の現象と他の流体の現象との類似性を議論した。diffraction（回折）と言う用語は彼によって生み出された。後に回折現象は光の波動説の証拠とされ、またニュートンによって研究された。

## 著書
- 『光、色、虹に関する物理・数学的論考』（原題:Physicomathesis de lumine, coloribus, et iride, aliisque annexis、1665年）